# Lionel Orsolini
 (juillet 2017).
Si vous disposez d'ouvrages ou d'articles de référence ou si vous connaissez des sites web de qualité traitant du thème abordé ici, merci de compléter l'article en donnant les références utiles à sa vérifiabilité et en les liant à la section « Notes et références ».
Lionel Orsolini (né le 22 février 1971 à Nice en France) est un joueur professionnel français de hockey sur glace.

## Carrière de joueur
Il commence sa carrière en 1988 au Chamonix HC. Lors de la saison 1991-1992, il remporte le trophée Jean-Pierre-Graff du meilleur espoir de Ligue Magnus. En 1995, il rejoint l'ASG Angers avant de passer les six saisons suivantes avec le club de Reims, ou il obtient 2 titres de champion de France (2000, 2002). En 2002-2003, il joue au Nice HCA en division 1. À partir de 2003, il passe trois saisons sous les couleurs des Diables Rouges de Briançon en Ligue Magnus. Il met un terme à sa carrière à la fin de la saison 2005-2006.

## Clubs successifs
- 1988-1991 : Chamonix HC (Division 1)
- 1991-1995 : Chamonix HC (Ligue Magnus)
- 1995-1996 : ASG Angers (Ligue Magnus)
- 1996-2002 : Reims (Ligue Magnus)
- 2002-2003 : Nice HCA (Division 1)
- 2003-2006 : Diables rouges de Briançon (Ligue Magnus)
- 2007-2009 : La Roche-sur-Yon (Division 2)

## Carrière internationale
Il a représenté l'équipe de France entre 1992 et 1998 et a participé aux championnats du monde 1992, 1994 et 1995, avec une centaine de sélection. Il a également participé aux mondiaux juniors groupe B en 1990 et 1991.